# Михалёвское (озеро, Московская область)
Михалёвское (также Москворецкое) — озеро в Можайском районе Московской области. Это небольшое озеро интересно тем, что считается альтернативным истоком Москвы-реки (при этом начало Москвы-реки, впадающее в озеро, считается другой рекой, Коноплянкой). С 2007 года входит в особо охраняемую природную территорию «Котловина озера Михалёвское».
Озеро расположено на север от деревни Михалёво и станции Дровнино. Площадь его составляет 12 га-18 га, максимальная глубина достигает 13 м. Через озеро овальной формы протекает Москва-река. Заболоченные безлесные берега, близость жилья и песчаных карьеров делают озеро малопригодным для туризма, хотя оно и используется как стартовая точка для походов по верховьям Москвы-реки до Можайского водохранилища.